# Recife
Recife è una città del Brasile, capitale dello Stato del Pernambuco, parte della mesoregione Metropolitana do Recife e della microregione di Recife.
Con una popolazione di 1,56 milioni di abitanti è la terza città del nord-est del Paese. Fa parte della Regione Metropolitana di Recife (Região Metropolitana do Recife, RMR, o Grande Recife), la più popolata nell'area Nordest del Brasile (circa a 3,84 milioni), la sesta in tutto il Paese.
Nonostante il fatto che Olinda, situata anch'essa nella Regione Metropolitana di Recife, sia stata la prima capitale della capitaneria del Pernambuco, Recife è la capitale più antica del Brasile. Il nome deriva dalla parola portoghese arrecife, che vuol dire scogliera, con riferimento alla barriera corallina che difende parte del litorale. Situata sulla costa dell'oceano Atlantico, ha un'area di 218 chilometri quadrati. Recife è una grande destinazione turistica, commerciale e industriale. Essa è considerata la Venezia brasiliana per i molti fiumi e ponti, così come per i suoi monumenti storici.
Nella bandiera della città, istituita il 15 dicembre del 1973, figurano i colori bianco e azzurro dello Stato del Pernambuco; la scritta Virtus et Fides; il leone incoronato, ricordo della dominazione olandese; la croce cristiana, ricordo della dominazione portoghese; la stella, a ricordare la Repubblica Brasiliana, istituita proprio a Recife a partire dai moti del 1817; il sole, a evidenziare il carattere e il clima solare della città.

## Geografia fisica

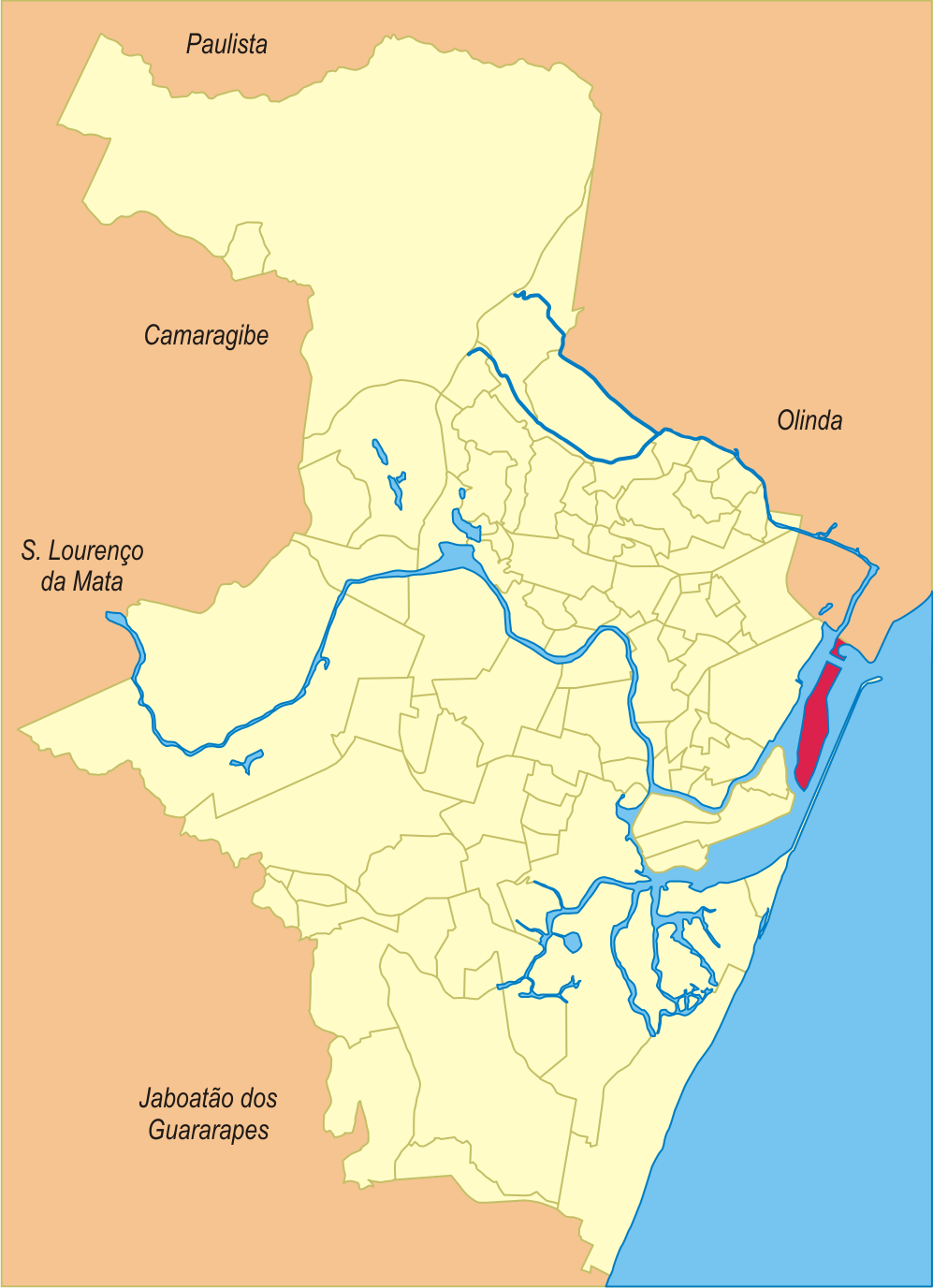
Divisione amministrativa e localizzazione del distretto di Recife Antico

### Morfologia
La città, sviluppatasi a ridosso del porto nel distretto propriamente detto di Recife (Recife Antigo), si estende su un vasto territorio fra l'oceano Atlantico, i fiumi Beberibe, Capibaribe e Tejipió (nonché bracci dei fiumi Jaboatão e Pirapama). Il territorio è dunque costituito di isole, fiumi, penisole, fasce costiere, paludi e collinette, con ampie zone abitate e altre coperte da foreste: territorio dunque molto vario e caratteristico. L'altezza media sul livello del mare non supera i 10 metri, comprendendo anche zone al di sotto del livello zero. Le coordinate geografiche indicative sono: 8° 04' 03"S - 34° 55' 00"O.

### Grande Recife
I municipi che fanno parte della Regione Metropolitana di Recife sono 14: Olinda, Jaboatão dos Guararapes, Paulista, Abreu e Lima, Camaragibe, Cabo de Santo Agostinho, Ipojuca, Moreno, Aracoiaba, Itamaracá, Itapissuma, São Lourenço da Mata, Igarassu; lista alla quale va aggiunto il municipio stesso di Recife.

### Distretti di Recife
La città è divisa in sei regioni amministrative, con un totale di 94 distretti (bairros). I più importanti sono: Aflitos, Afogados, Apipucos, Boa Viagem, Boa Vista, Bongi, Brasília Teimosa, Casa Amarela, Casa Forte, Caxangá, Cidade Universitária, Cordeiro, Derby, Dois Irmãos, Espinheiro, Graças, Ibura, Ilha do Leite, Ilha do Retiro, Imbiribeira, Iputinga, Jaqueira, Madalena, Parnamirim, Pina, Prado, Recife (chiamato anche Recife Antigo), Rosarinho, San Martin, Santo Amaro, Santo Antônio, São José, Setúbal, Tamarineira, Torre, Várzea.

### Clima
Recife è situata nella fascia tropicale sud, quindi clima caldo-umido, con temperature minime che difficilmente scendono sotto i 20 °C, mentre la massima oscilla fra i 25 °C e i 30 °C: la presenza del mare mitiga il caldo dei tropici. Da marzo a metà agosto le precipitazioni sono considerevoli. La temperatura del mare è sempre tale da consentire la balneazione.
| Mese                | Mesi | Mesi | Mesi | Mesi | Mesi | Mesi | Mesi | Mesi | Mesi | Mesi | Mesi | Mesi | Stagioni | Stagioni | Stagioni | Stagioni | Anno  |
| Mese                | Gen  | Feb  | Mar  | Apr  | Mag  | Giu  | Lug  | Ago  | Set  | Ott  | Nov  | Dic  | Est      | Aut      | Inv      | Pri      | Anno  |
| ------------------- | ---- | ---- | ---- | ---- | ---- | ---- | ---- | ---- | ---- | ---- | ---- | ---- | -------- | -------- | -------- | -------- | ----- |
| T. max. media (°C)  | 31   | 31   | 31   | 30   | 30   | 28   | 28   | 28   | 29   | 30   | 30   | 31   | 31       | 30,3     | 28       | 29,7     | 29,8  |
| T. media (°C)       | 28   | 28   | 28   | 27   | 26   | 26   | 25   | 25   | 26   | 27   | 28   | 28   | 28       | 27       | 25,3     | 27       | 26,8  |
| T. min. media (°C)  | 25   | 25   | 25   | 24   | 23   | 22   | 22   | 22   | 23   | 24   | 25   | 25   | 25       | 24       | 22       | 24       | 23,8  |
| Precipitazioni (mm) | 103  | 144  | 264  | 326  | 329  | 390  | 386  | 214  | 123  | 66   | 48   | 65   | 312      | 919      | 990      | 237      | 2 458 |
| Giorni di pioggia   | 14   | 16   | 19   | 21   | 23   | 25   | 25   | 23   | 18   | 15   | 12   | 13   | 43       | 63       | 73       | 45       | 224   |

## Storia

### Gli inizi e la dominazione olandese

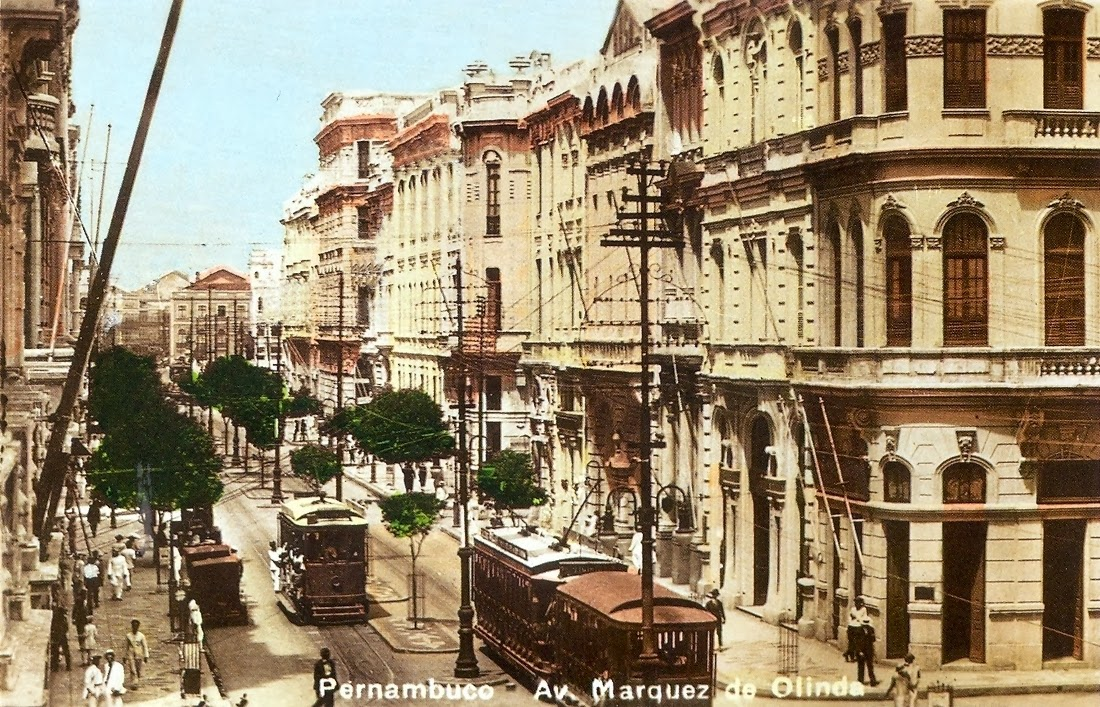
Vista in una foto dell'inizio del 1930

La storia antica di Recife è legata a tre fattori decisivi: la sua vicinanza alla città di Olinda; la sua posizione favorevole di porto sull'oceano Atlantico; la coltivazione di canna da zucchero.
Inizialmente quello che adesso è noto come Bairro de Recife, o Recife Antico, era soltanto un porto per la vicina città coloniale di Olinda, città che sorge su una collina poco distante, sede dell'aristocrazia portoghese dell'epoca. Olinda, che in portoghese sta per «O bella» era già città nel 1537.
Furono gli olandesi, con la Compagnia Olandese delle Indie Occidentali, a intuire l'importanza strategica della posizione del luogo, situato in una delle zone più a est del territorio brasiliano e quindi relativamente più vicina all'Africa. Il 16 febbraio del 1630 una flotta di 67 navi invade la regione avendo facilmente ragione della resistenza portoghese: comincia così il periodo dell'occupazione olandese del Pernambuco.
La città prese a svilupparsi rapidamente in parallelo alla coltivazione della canna da zucchero, al commercio dello zucchero stesso e alla tratta degli schiavi, ora anche dalle basi olandesi in Africa sottratte ai portoghesi (in Angola e in Guinea). La città in quei tempi era nota come Mauritsstad, cioè Città di Maurizio, dal nome di Maurício de Nassau, governatore dal 1637 al 1644.
Il malcontento della popolazione era però nel frattempo cresciuto e pilotato anche dai portoghesi, sfociò in una rivoluzione nota come Insurrezione Pernambucana: è il 1654 e il Pernambuco torna a essere colonia del Portogallo.

### Recife diventa città
La coltivazione e il commercio dello zucchero continua, insieme con altri commerci che il nuovo porto ora consentiva. Recife assurse così al ruolo di vila nel 1710. Erano quegli anche gli anni di scontri fra i commercianti di zucchero, che abitavano a Recife, e i proprietari terrieri e delle industrie collegate, facenti parte dell'aristocrazia storicamente arroccata a Olinda. Gli scontri sono noti col nome di Guerra dos Mascates, dove mascavo è il nome dello zucchero grezzo da canna. Lentamente Recife si emancipa, cresce e diviene centro di primaria importanza nel Nord-est del Brasile. Nel 1745 la Vila contava 25 000 abitanti. Il nucleo storico si estende nelle zone limitrofe e vengono costruiti notevoli edifici e chiese in stile barocco.
Nel 1823 la vila diviene cidade: città di Recife, e nel 1827 assurge a capitale dello Stato di Pernambuco.
Anche Recife è scenario, in questi anni, di rivolte popolari indipendentiste e agitazioni culturali, fra le più importanti: la Confederazione dell'Equatore del 1824, contro l'assolutismo di Pedro I (movimento che sfocerà nella stesura della prima Carta Costituzionale del Brasile); la Revolta Praieira del 1848, movimento di carattere liberale.

### Epoca moderna
Con lo sviluppo di altre città nel sud del Brasile e l'affermarsi di nuovi commerci, Recife perde un po' della sua importanza, pur rimanendo una delle maggiori città del Brasile, commercialmente, turisticamente e culturalmente (notevole è la produzione cinematografica degli anni venti e trenta: Recife si guadagnò il soprannome di Hollywood brasiliana). Considerevole è anche l'incremento di strutture turistiche e alberghiere in epoca contemporanea, soprattutto nel quartiere di Boa Viagem, nonché di grandi centri commerciali.
Già dai primi del secolo passato molti abitanti delle zone rurali interne avevano cominciato a migrare verso la città, attratti da prospettive di vita migliore. Purtroppo, come in altre zone del Brasile, non si è saputo o non si è voluto gestire al meglio questo fenomeno: anche Recife ha le sue favelas; e correlato con quest'aspetto è quello della delinquenza: Recife è oggi una delle città a più alto tasso di delinquenza in tutto il Sudamerica.

## Turismo

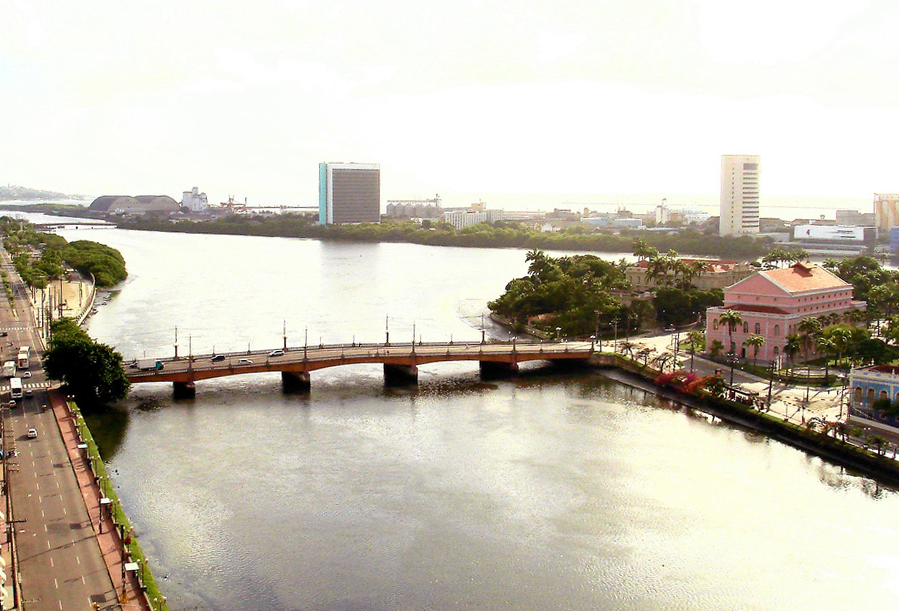
Ponte di Santa Isabella sul fiume Capibaribe

### Culturale
Le principali attrazioni turistiche sono:
- Sinagoga Kahar al Zur (1630), la prima sinagoga delle Americhe.
- Oficina Brennand, esposizione dell'artista Francisco Brennand.
- Instituto Ricardo Brennand.
- Musei: Stato di Pernambuco, Recife, Homem do Nordeste (Uomo del Nord-est), Museu da Abolição (Abolizione della schiavitù).
- Fondazione: Gilberto Freyre, Joaquim Nabuco.
- Chiese: Concattedrale di San Pietro dei Chierici, Sant'Antonio, Nostra Signora del Carmelo.
- Ponti: Mauricio de Nassau, Santa Isabel.
- Teatri: Santa Isabel.
- Torri: Malakoff, Zepellin.
- Mercati tradizionali: São José, Casa da Cultura.
- Centri commerciali: Recife, Tacaruna, Paco da Alfândega.
- Centri storici: di Recife e delle vicine: Olinda (patrimonio mondiale), Igarassu.
- Giardini Botanici e Zoologici di Parque Dois Irmãos.

### Spiagge
Spiagge urbane e limitrofe:

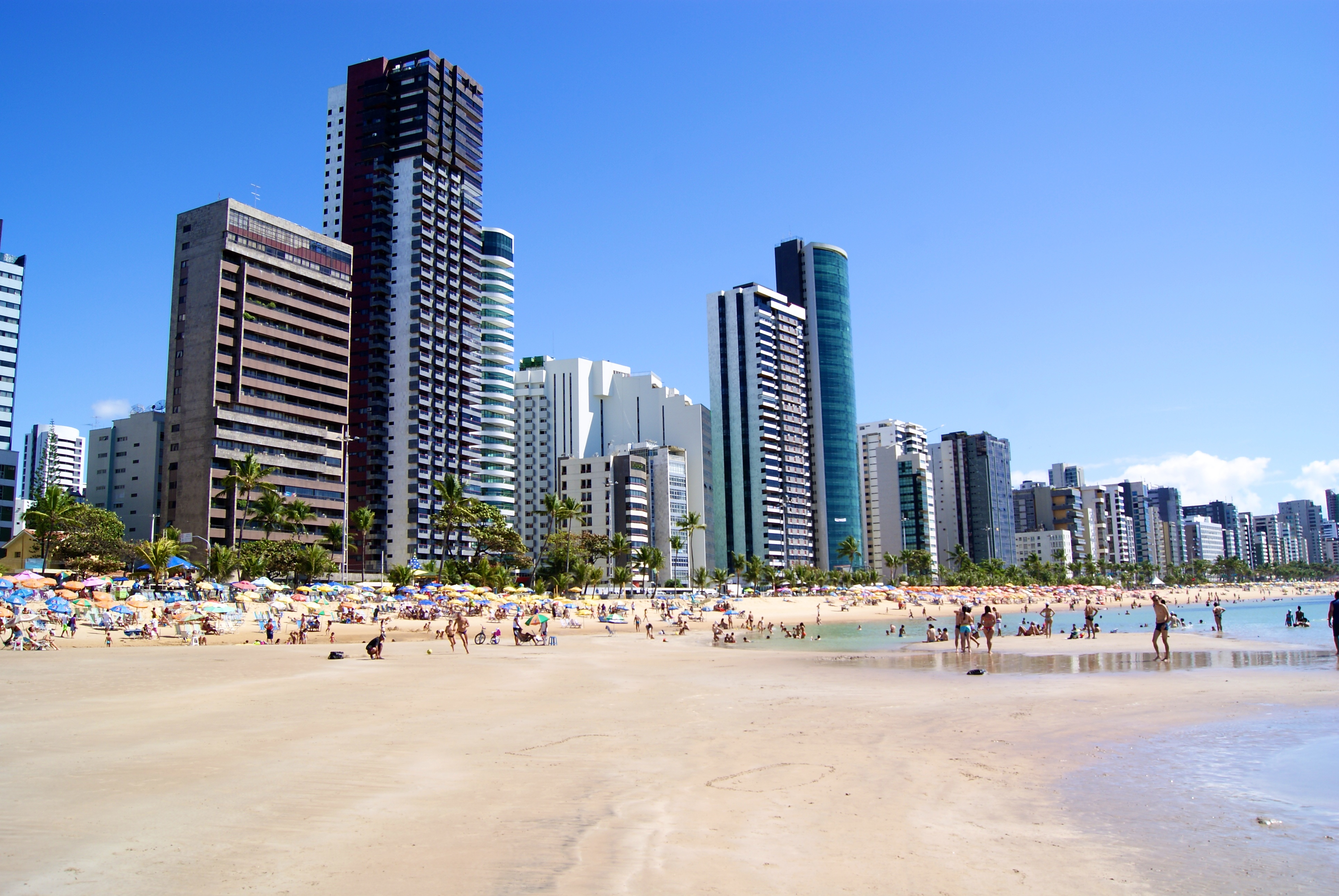
Spiaggia di Boa Viagem

- Spiagge di Recife: Boa Viagem (la maggiore per estensione, nota per i frequenti attacchi di squali[3]), Pina, Brasilia Teimosa, Piedade.
- Spiagge di Jaboatão: Candeias.
- Spiagge di Olinda: Casa Caiada, Rio Doce.
- Spiagge di Paulista: Maria Farinha e Pau Amarelo, (25 km a nord).
- Itamaracá, isola (40 km a nord).
- Maragogi, nello Stato di Alagoas (150 km a sud).

### Festival

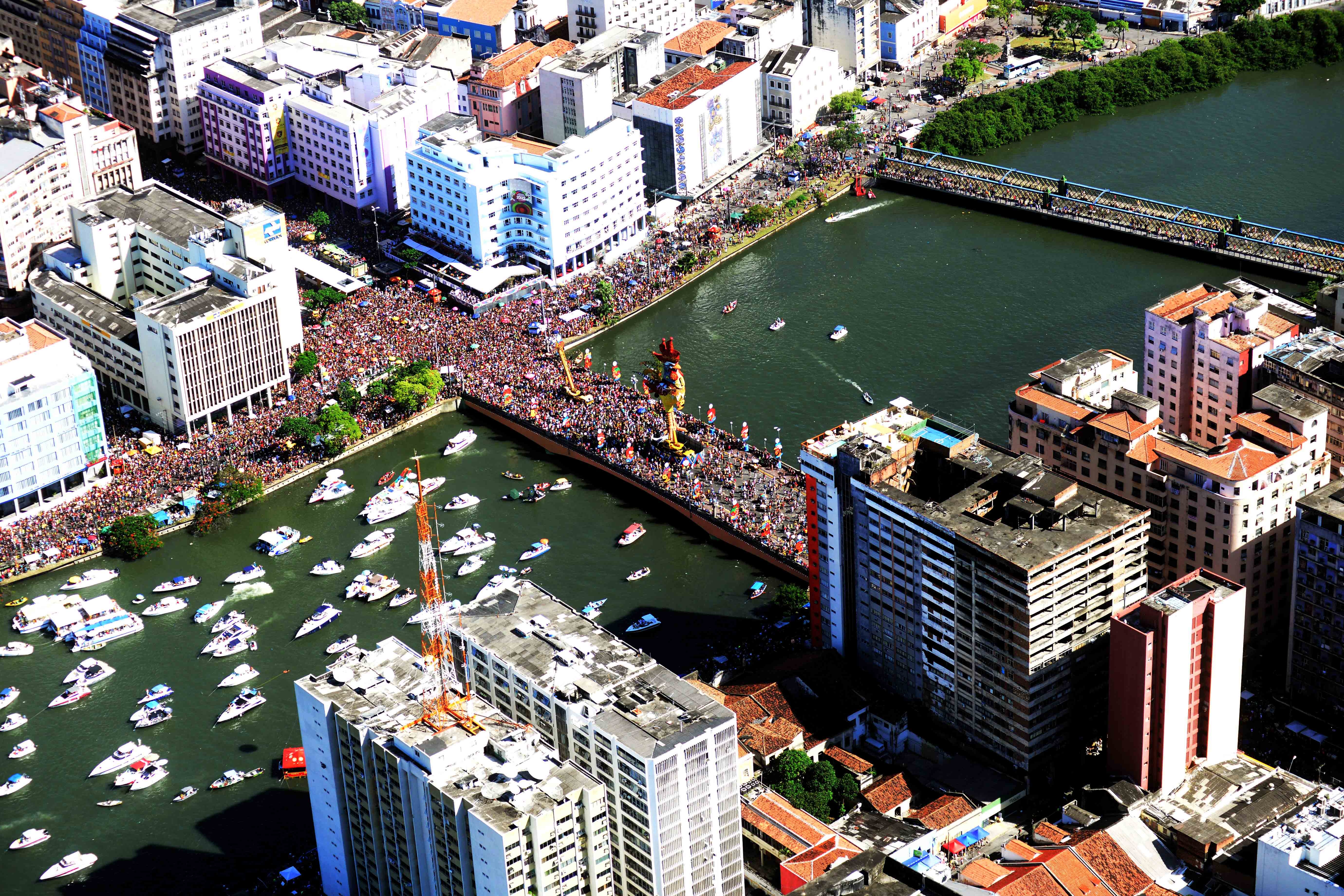
Carnevale di Recife: Galo da Madrugada

- Carnaval (Carnevale)
- São João (San Giovanni)

### Musica e Folclore
- Frevo
- Maracatu
- Forró
- Manguebeat
- Baião
- Xaxado
- Ciranda
- Brega Funk

## Infrastrutture e trasporti

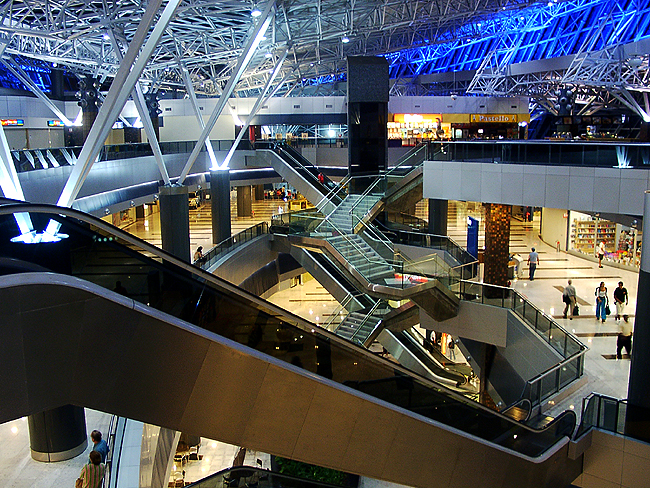
Interno dell'aeroporto

La città è dotata di un servizio metropolitano in corso di ampliamento, nonché di una ben diffusa rete di autobus anche per le città limitrofe (ônibus).
È servita dall'Aeroporto Internazionale Guararapes-Gilberto Freyre, completamente rinnovato nel 2004 e considerato dalla compagnia aerea TAM il 5º migliore al mondo.
Il porto di Recife, nel distretto di Recife Antigo, era il più sviluppato nel Paese durante il periodo della colonizzazione olandese.
Una curiosità: negli anni trenta Recife era il maggior porto di dirigibili per l'Europa; la Torre do Zepelin, ancora conservata nella sua struttura originale, testimonia questo interessante aspetto dei trasporti recifensi.

## Sport
Lo sport più popolare a Recife è il calcio.
Recife fu una delle sei sedi del Campionato mondiale di calcio 1950 (unica del Nordest). Nella capitale pernambucana, in particolare, si disputò la partita tra Cile e Stati Uniti nello Stadio Adelmar da Costa Carvalho, in cui i cileni vinsero per 5-2. Recife è stata anche tra le sedi del Campionato mondiale di calcio 2014.
Le principali squadre della città sono lo Sport, che ha il record di titoli statali (39), il Santa Cruz che ne ha vinti 26 e il Nautico, con 21 titoli statali di cui 6 consecutivi (record).
Le squadre maggiori di Recife hanno uno stadio di proprietà. Il più grande, che appartiene al Santa Cruz, è lo Stadio di Arruda. Lo Sport gioca allo Stadio Adelmar da Costa Carvalho; il Nautico invece gioca all'Estádio Eládio de Barros Carvalho.
Recife è però conosciuta anche per l'hockey. Grazie alle sue squadre, il Pernambuco è il secondo Stato brasiliano per numero di titoli nazionali, sia nel campionato maschile sia in quello femminile, dietro solo allo Stato di San Paolo.

## Amministrazione

### Gemellaggi[6]
- Porto, dal 1981[7]
- Guangzhou, dal 22 ottobre 2007[8]
- Nantes[9]

## Galleria d'immagini

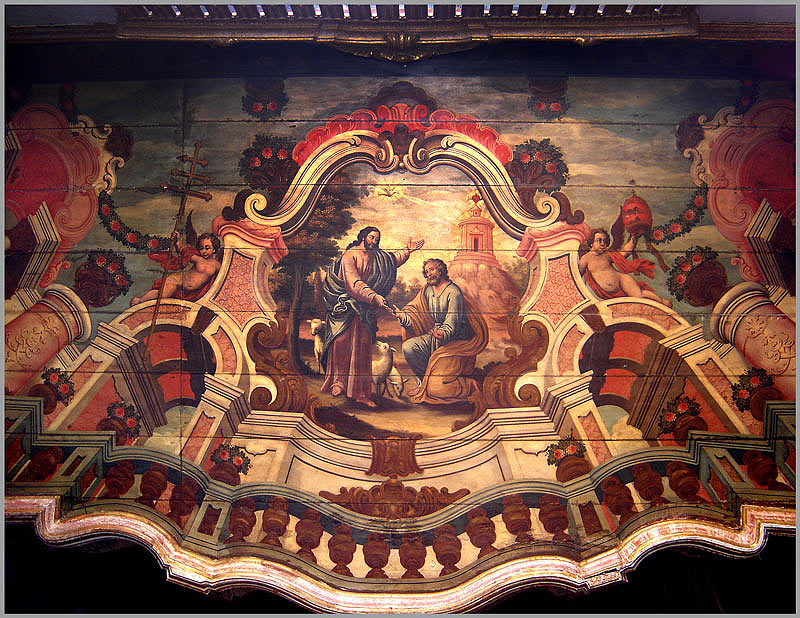
Concattedrale di San Pietro dei Chierici
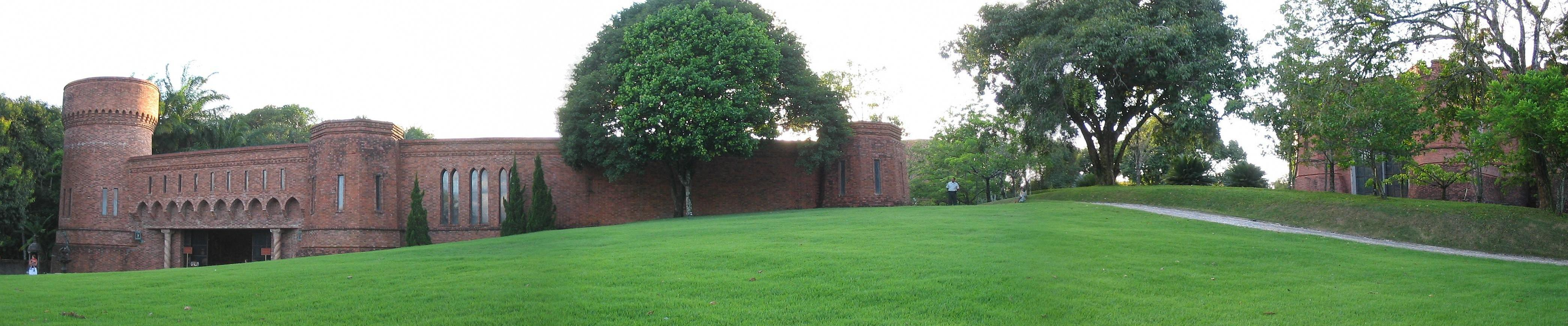
Instituto Ricardo Brennand
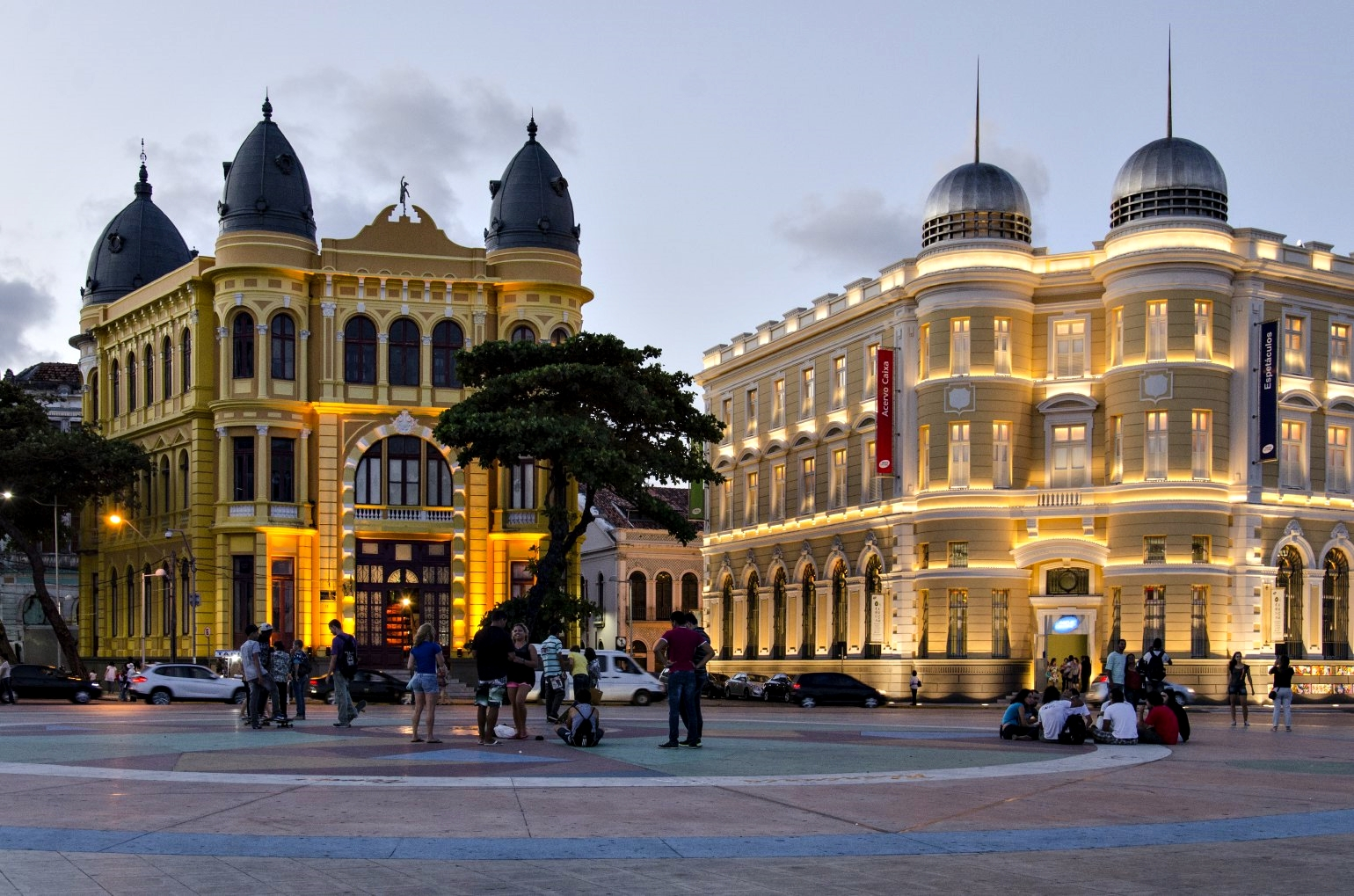
Piazza Marco Zero, Recife Antico
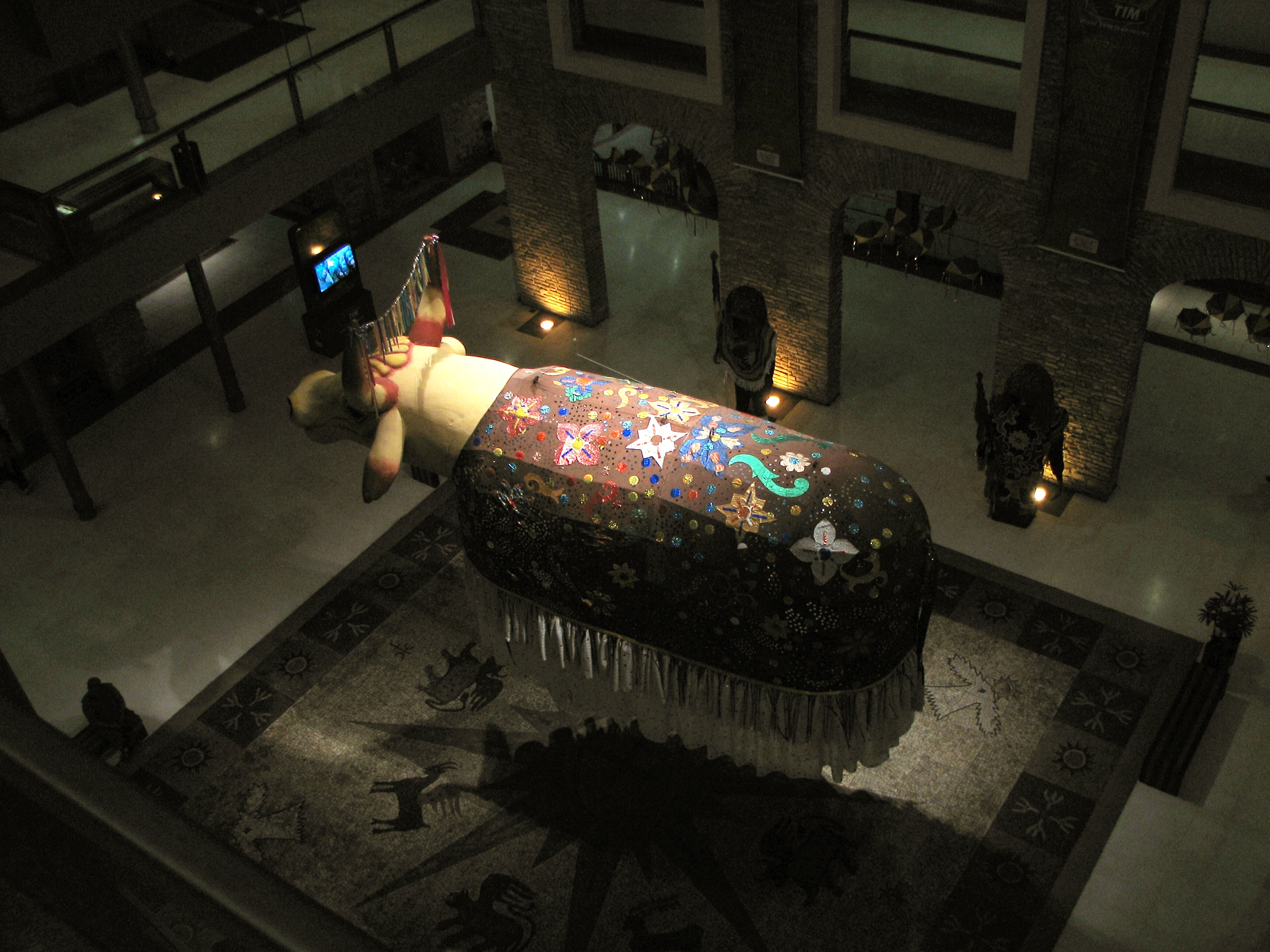
Paço da Alfândega
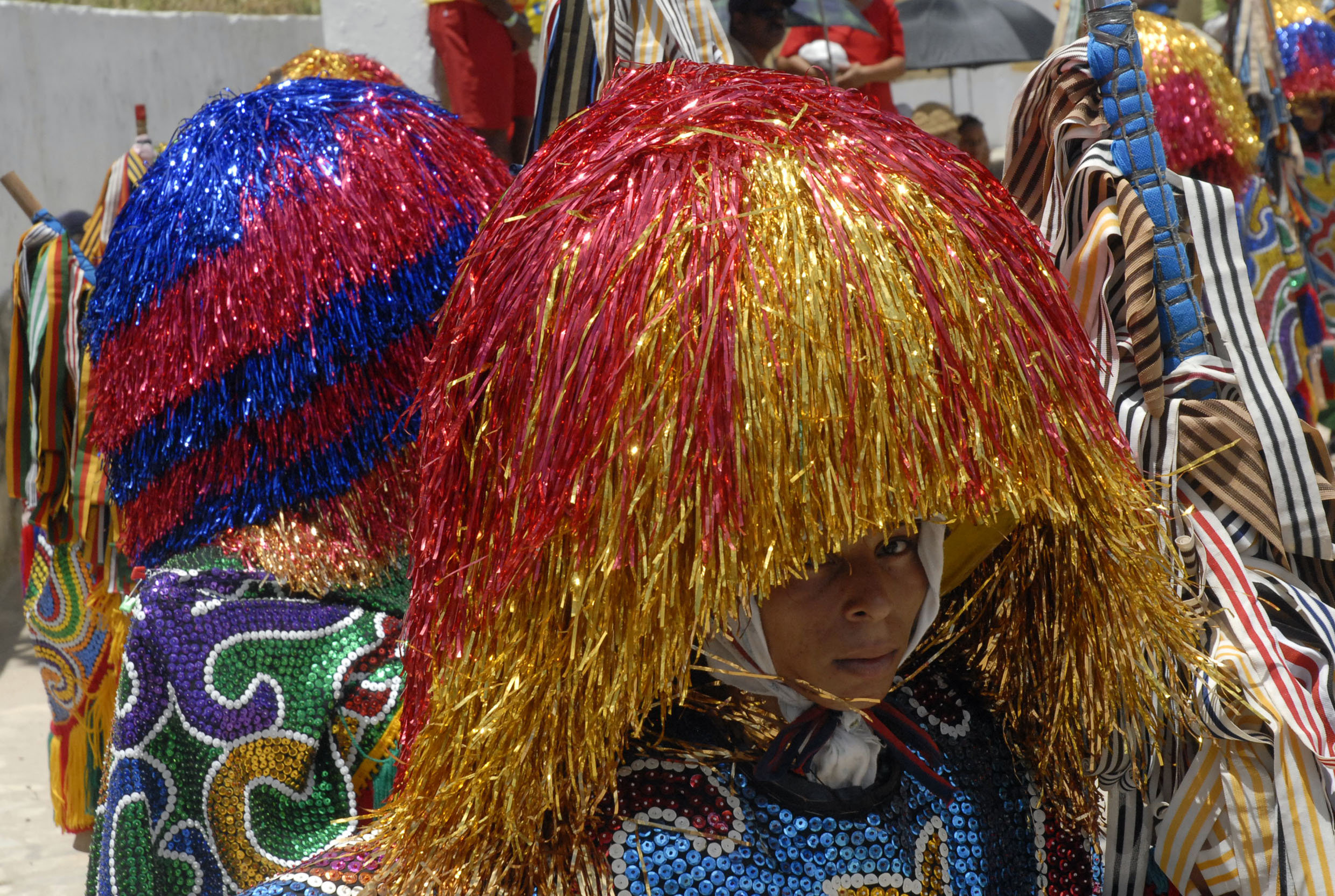
Ballerini di Maracatu
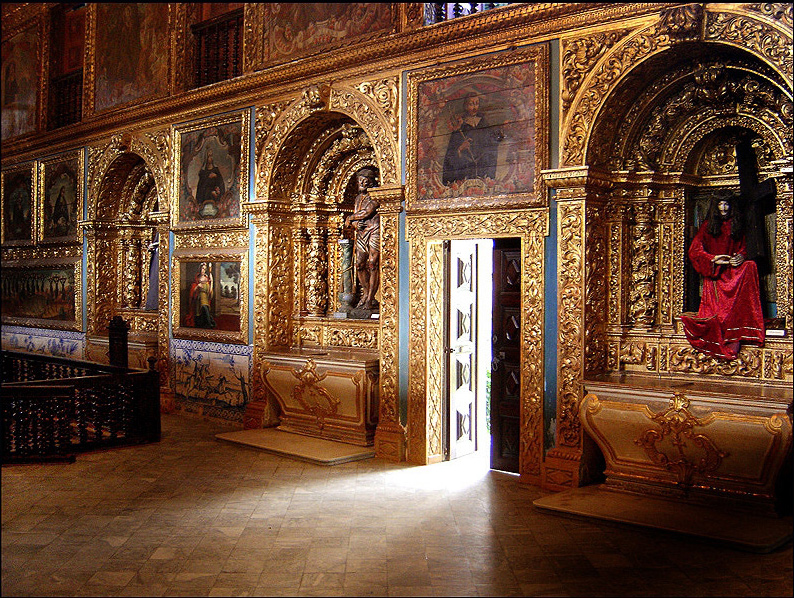
Cappella dorata (barocco)
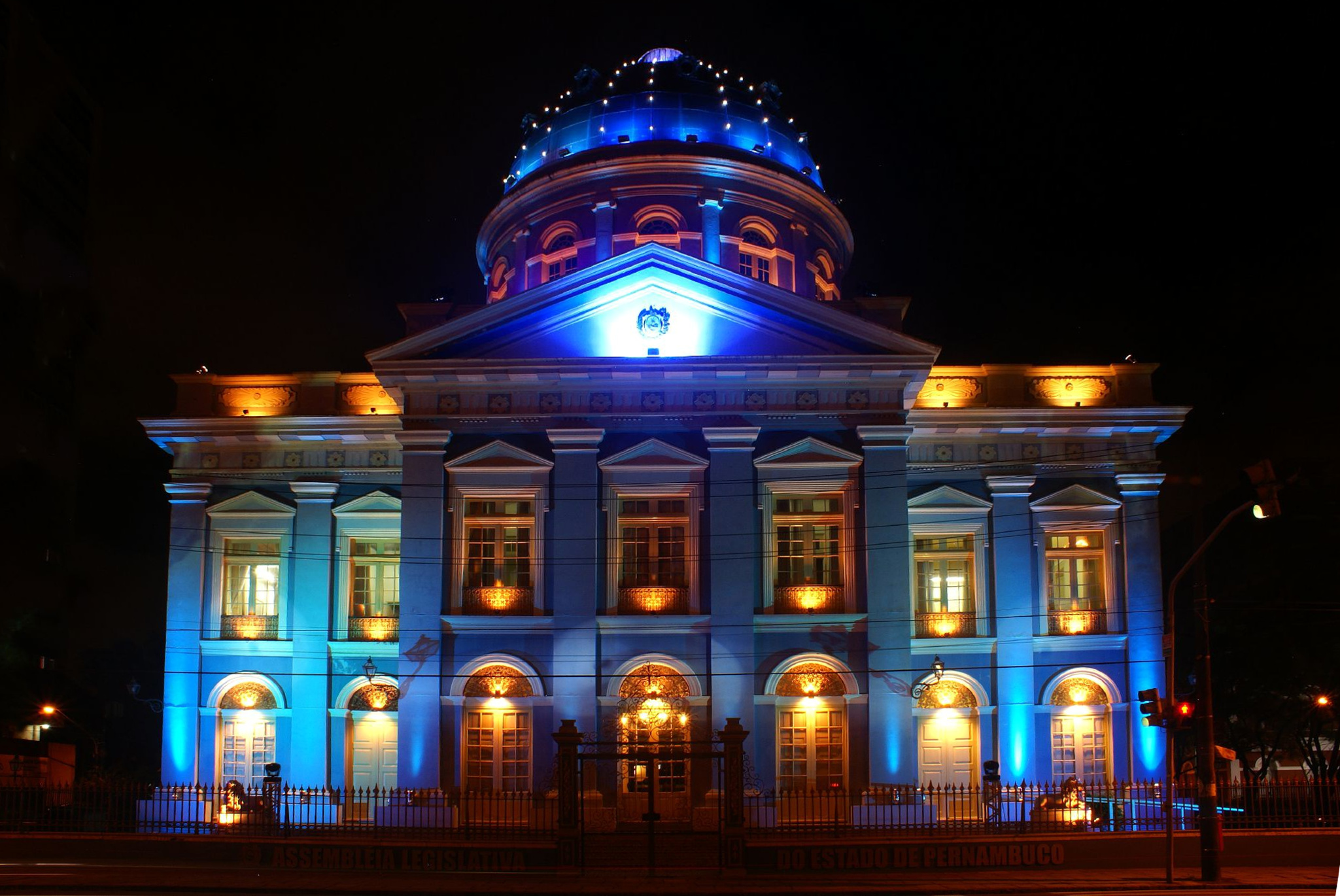
Edificio dell'Assemblea Legislativa del Pernambuco
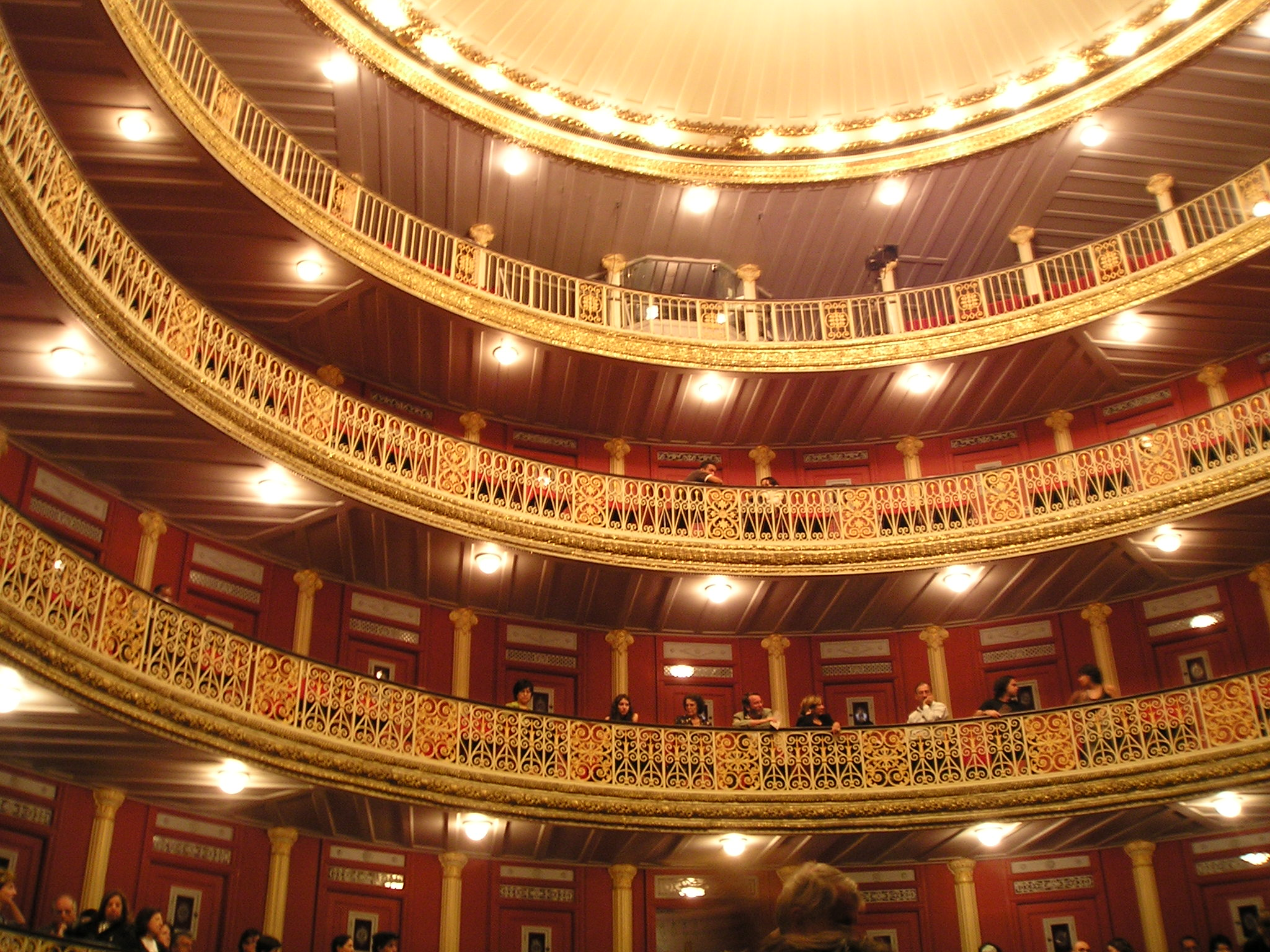
Teatro di Santa Isabella (neoclassico)
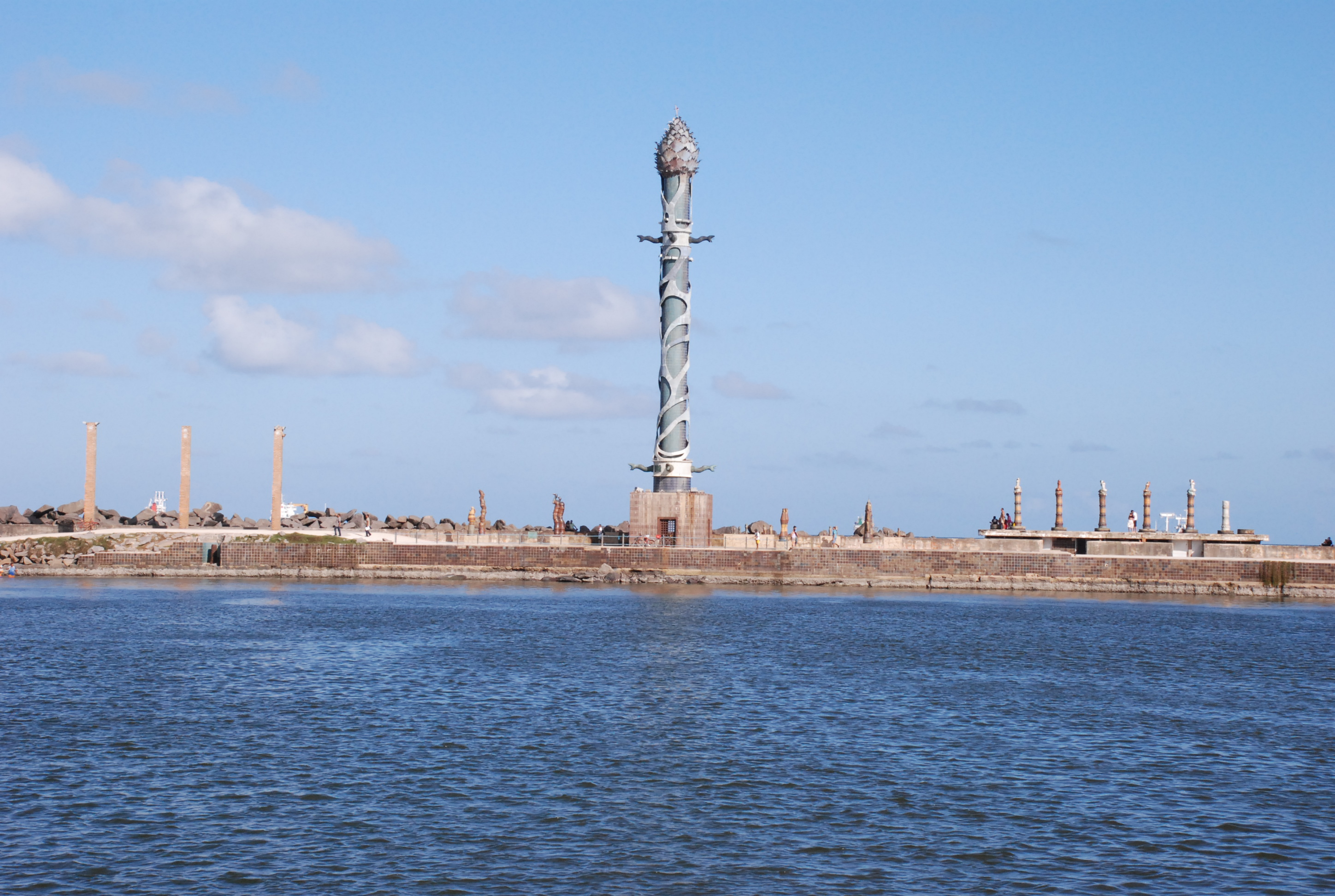
Parque das esculturas, dell'artista Francisco Brennand, porto di Recife
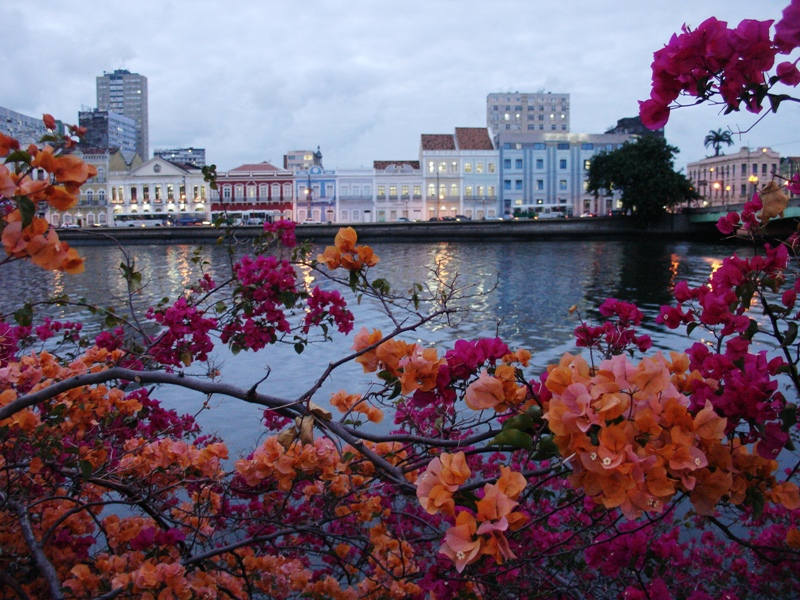
Rua da Aurora
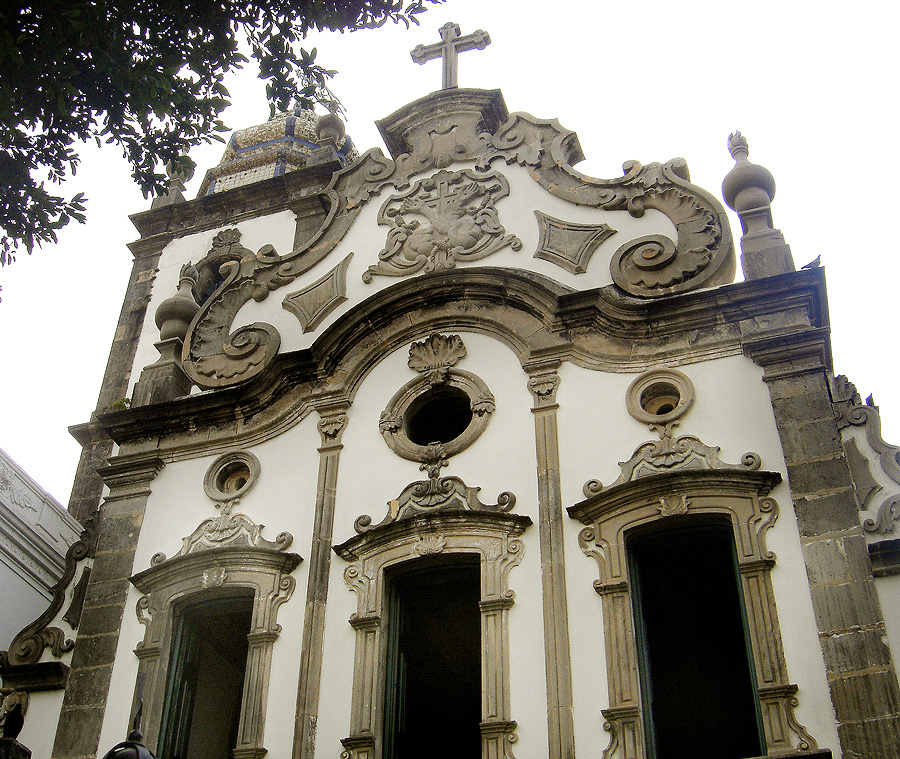
Il Convento e chiesa di Sant'Antonio, esempio di architettura barocca

## Curiosità
Bud Spencer visse a Recife dal 1947 al 1949, e lavorò presso il consolato italiano della città.